# Złote (Ukraina)
Złote (ukr. Золоте) – wieś na Ukrainie, w obwodzie rówieńskim, w rejonie sarneńskim, w hromadzie Wysock. W 2001 liczyła 615 mieszkańców, spośród których 612 wskazało jako ojczysty język ukraiński, 2 rosyjski, a 1 inny.
W okresie międzywojennym wieś znajdowała się w granicach II RP, wchodząc w skład gminy Wysock w powiecie stolińskim, w województwie poleskim.